# Unterweißenbach (Selb)
Unterweißenbach ist ein Gemeindeteil der Großen Kreisstadt Selb im Landkreis Wunsiedel im Fichtelgebirge (Oberfranken, Bayern). Bis zum 31. Dezember 1977 war Unterweißenbach eine Gemeinde.

## Lage
Das Dorf liegt südöstlich von Oberweißenbach am Bernsteinbach, einem rechten Zufluss des Selbbaches. Am östlichen Ortsrand verlaufen die Kreisstraße WUN 19 und die Bundesautobahn 93, nördlich des Ortes verläuft die Staatsstraße 2179.

## Baudenkmäler
In der Liste der Baudenkmäler in Selb sind für Unterweißenbach elf Baudenkmäler aufgeführt, darunter
- vier Wohnstallhäuser (Am Bernsteinbach 23 und 27, Hammergut 2 und Hans-Köhler-Straße 3) und
- drei Vierseithöfe (Hans-Köhler-Straße 15).